# Tynesha Lewis
Tynesha Rashaun Lewis (Macclesfield, 8 maggio 1979) è un'ex cestista e allenatrice di pallacanestro statunitense, professionista nella WNBA.

## Carriera
È stata selezionata dalle Houston Comets al secondo giro del Draft WNBA 2001 (31ª scelta assoluta).
Dal maggio 2020 è l'allenatrice della Elizabeth City State University.

## Palmarès
- Campionessa NWBL (2002)